# Цимбал Тетяна Василівна
Тетя́на Васи́лівна Ци́мбал (нар. 14 вересня 1946, Київ, УРСР, СРСР) — диктор і ведуча програм українського телебачення , педагог, академік Телевізійної академії України. Народна артистка Української РСР (1983). Професор Київського міжнародного університету. Нагороджена нагрудним знаком «Ветеран Національного телебачення України».

## Біографія
У 1969 році закінчила факультет романо-германської філології Київського національного університету ім. Тараса Шевченка.
Навчаючись в університеті, почала працювати в молодіжній редакції УТ, де брала участь у створенні програм: «Я+Ти», «Комсомольська традиція», «Комсомольські зорі».
Займалася художньою телепубліцистикою (цикл програм «Через обставини, що склалися», зустрічі в Чорнобилі 1986 року, телемарафони «Дзвони Чорнобиля»).
Більш як 10 років була ведучою програми «Новини кіноекрану» й кіноогляду «Все про кіно».
Залишаючись обличчям Першого національного, вона погодилася на пропозицію Олександра Ткаченка прийти на оновлений «Новий канал», де стала авторкою та ведучою телепрограми «Тетянин полудень», а також була ведучою нічної програми «25 кадр». Згодом працювала в програмі «Тетянин день» на телеканалі СТБ.
Також була авторкою та ведучою телепередач: «Лінії долі» та «Віра. Надія. Любов». Окрім цього Тетяна Василівна ведуча концертів і тематичних вечорів, при цьому займала посаду старшого редактора відділу публіцистики редакції суспільних проектів творчого об'єднання громадсько-політичних програм Національної телекомпанії України.
У 2008 році балотувалася в депутати від партії «Совість України».

### Сім'я
Перший чоловік — Володимир Цимбал (розлучення).
Діти від цього шлюбу: Петро Цимбал (екс-сесійний бас-гітарист гурта «Green Grey», музикант кавер-групи «SevenSeas»); Ольга (живе у Канаді, працює психологом).
Другий чоловік — Володимир (нейрохірург).
Онуки — Дмитро; Микита; Марія; Марія та Софія.
Невістка — Аліса Ковнір-Цимбал.

## Цікаві факти
- Синові Тетяни Цимбал — Петру Цимбал та його дружині Алісі інкримінували вирощування та збут конопель[6][8]. В результаті їм винесли вирок — 9 років ув'язнення. За версією слідства Петро Цимбал — таємничий дилер, який розповсюджував Марихуану серед діячів шоу-бізнесу. Сам Петро Цимбал стверджував, що марихуану з дружиною вони все-таки періодично курили, але не продавали її. Петра Цимбала та його дружину Алісу випустили з в'язниці достроково. Але своє звільнення, як і причину дострокового виходу, пара приховувала. Колишній директор гурта Green Grey і найближчий друг Цимбала — Денис Мережко повідомив: «Звинувачення з них не зняли й умовно теж не дали. Просто звільнили…». Але, як з'ясувалося, звинувачення з Петра Цимбала не зняли, а звільнили за амністією.[9][6][7][10][11][12]

## Відзнаки
- нагрудний знак «Ветеран Національного телебачення України» (2010) — за багаторічну плідну працю на українському телебаченні, високу професійну майстерність, відповідальне виконання трудових обов'язків, вагомий особистий вклад у розвиток Національного телебачення України та з нагоди професійного свята — Дня журналіста[2];
- премія «Людина року–2010» — за багаторічну працю і видатні заслуги в галузі телебачення[13];
- Всеукраїнська премія «Жінка ІІІ тисячоліття» в номінації «Знакова постать» (2009);
- орден княгині Ольги III ступеня (18 серпня 2006) — за значний особистий внесок у соціально-економічний, культурний розвиток Української держави, вагомі трудові досягнення та з нагоди 15-ї річниці незалежності України[14];
- Премія Телетріумф у номінації «За особистий внесок у розвиток українського телебачення премія Телетріумф» (2004);
- Народна артистка УРСР (17 листопада 1983) — за заслуги у розвитку телебачення і радіомовлення та активну участь у громадському житті[15].
- Заслужена артистка УРСР